# Trichostachys laurentii
Trichostachys laurentii är en måreväxtart som beskrevs av De Wild.. Trichostachys laurentii ingår i släktet Trichostachys och familjen måreväxter.
Artens utbredningsområde är Kongo-Kinshasa. Inga underarter finns listade i Catalogue of Life.